# Ctenolimnophila (Campbellomyia) alpina pallipes
Ctenolimnophila (Campbellomyia) alpina pallipes is een ondersoort van de tweevleugelige Ctenolimnophila (Campbellomyia) alpina uit de familie steltmuggen (Limoniidae). De ondersoort komt voor in het Australaziatisch gebied.